# Кам'янка (притока Ташлика)
Кам'янка — річка в Україні у Болградському районі Одеської області. Права притока річки Ташлика (басейн Дунаю).

## Опис
Довжина приблизно 6,46 км, найкоротша відстань між витоком і гирлом — 6,45 км, коефіцієнт звивистості річки — 1,03 . Формується декількома струмками та загатами. На деяких ділянках річка пересихає.

## Розташування
Бере початок на південно-західній стороні від села Прямобалка. Тече переважно на південний захід і у селі Кам'янське впадає в річку Ташлик, ліву притоку річки Аліяги.

## Цікаві факти
- Річку перетинає автошлях Т 1608[3] (автомобільний шлях територіального значення в Одеській області. Проходить територією Болградського району через Болград — Кубей — Арциз. Загальна довжина — 80,1 км.).